# Научное общество экономической информатики (Польша)
Научное общество экономической информатики (пол. Naukowe Towarzystwo Informatyki Ekonomicznej) — польское научное общество, основанное в 1995 году. Первым председателем Общества был доктор наук, профессор Stanisław Wrycza (1995—2000 гг.).
Согласно Уставу, целью Общества является проведение, инициирование и поддержка научных исследований в области экономической информатики, популяризация её практического применения в экономике и общественной жизни.
С 1996 года Общество выпускает научный журнал Biuletyn NTIE (Бюллетень Научного общества экономической информатики), в котором периодически публикуются обзор деятельности Общества, а также новости польского и мирового сообщества экономической информатики.
Ежегодно Обществом проводится всепольский Конкурс дипломных работ по экономической информатике, победители которого награждаются премиями Общества.
Председателем Общества является доктор экономических наук, профессор Dorota Jelonek.
Актуальная информация о деятельности Общества публикуется на сайте www.ntie.org.pl.